# Hippopsicon albopleurum
Hippopsicon albopleurum là một loài bọ cánh cứng trong họ Cerambycidae.